# 울지도 못합니다
"울지도 못합니다"는 1969년 공개된 대한민국의 영화이다.

## 배역
- 문희
- 하명중
- 허장강
- 김정훈
- 이대엽
- 문오장
- 김운하